# Ohne dich (Rammstein-Lied)
Ohne dich ist ein Lied der deutschen Neue-Deutsche-Härte-Band Rammstein aus dem Album Reise, Reise. Es wurde als dritte Single des Albums am 22. November 2004 in Deutschland, Österreich und der Schweiz veröffentlicht. In anderen Ländern wurde die Single zu einem späteren Zeitpunkt herausgebracht. Der Song ist eine langsame, schwarz-romantische Ballade, in deren Mittelpunkt das Alleinsein des lyrischen Ich – als Dilemma im Rahmen einer Beziehung – steht.

## Video
Der Videoclip wurde vom 23. Oktober bis zum 25. Oktober 2004 im Kaunertal und auf dem Pitztaler Gletscher in Tirol gedreht. Regisseur war Joern Heitmann, der bereits unter anderem für die Videos der Lieder Sonne, Mutter und Amerika Regie führte. Am 8. November 2004 wurde das Video erstmals öffentlich im Fernsehen (MTV) ausgestrahlt.
Das Video zeigt die Band, die versucht, ein Gebirge zu erklimmen. Dabei stürzt Sänger Till Lindemann und verletzt sich schwer. Kurz darauf folgt eine musiklose, in der Albumversion nicht vorkommende Minute, in der die Band rastet, den Verletzten behandelt und Bassist Oliver Riedel einen Aluminiumteller als Gedenktafel für den dem Tod Geweihten präpariert. Anschließend tragen die anderen Bandmitglieder Lindemann auf den Gipfel, wo dieser zu Ende des Liedes mit Blick auf das Panorama stirbt.
Die österreichische Alternative-Band Naked Lunch warf Rammstein vor, beim Video ihren Clip God plagiiert zu haben, welcher im Februar 2004 erschienen war und ebenfalls ein Bergsteiger-Drama im Schneesturm zeigt. Universal habe beim Naked-Lunch-Video-Regisseur Thomas Woschitz Arbeitsproben erbeten, um im Gespräch mit Rammstein und deren Management Möglichkeiten einer Zusammenarbeit auszuloten. Woschitz habe darauf auch das Video zu God eingereicht, es sei daher von einer Inspiration auszugehen. Sowohl Universal als auch die für das Rammstein-Video verantwortliche Firma Katapult Filmproduktion wiesen die Vorwürfe zurück – Regisseur Heitmann habe das Naked-Lunch-Werk nie gesehen.
Auf eine Klage verzichteten Naked Lunch und Regisseur Woschitz auf anwaltlichen Rat, da die Grundidee beider Videos – das Besteigen eines Berges – zu allgemein sei, um ein Plagiat nachzuweisen.

## CD-Cover
Das CD-Cover zeigt eine Feldscheune, die von starkem Nebel umgeben ist. Das Foto stammt vom französischen Fotografen Fréderic Batier, der die Band auch während der Völkerball-Tour begleitete und fotografierte. Die CD selbst zeigt einen vernebelten Wald.

## Interpretation

(Hörbeispiel ohne Schlagzeug) Akustische Gitarre im Titel Ohne Dich

Wie zu jedem Lied verweigert die Band auch zu Ohne dich eine offizielle Interpretation. Zur Veröffentlichung des Albums Reise, Reise erklärte Sänger und Textdichter Till Lindemann im September 2004: „Auf das Album kommt noch eine total gute Ballade darauf: ‚Ohne dich’. Texte zu erklären nimmt der ganzen Sache ihren Reiz, vielleicht wären die Fans hinterher sogar enttäuscht. Ich lasse die Dinge lieber im Raum stehen, damit jeder seine eigene Interpretation und sein eigenes Gefühl einbringen kann.“ 
Bereits zur Veröffentlichung des vorherigen Albums Mutter bezeichnet der Gitarrist Paul Landers das Lied Ohne dich in einem Interview als „Monsterschnulze, da ist ‚Still loving you‘ ein Scheißdreck dagegen. Die ist aber nicht auf dem Album, weil wir zu viele Lieder hatten.“

## Geschichte
Erstmals wurde das Lied am 16. April 2000 im Knaack-Klub in Berlin noch vor den Studioaufnahmen vorgestellt. Die Band spielte Ohne dich als 11. Lied und somit als Abschlussballade des neu präsentierten Albums Mutter. Später nahmen sie es zusammen mit mehreren anderen Liedern im Studio auf. Dabei entschieden sie sich für die Balladen Nebel (als Abschlussballade) und Mutter und ließen Ohne dich ganz weg, da es „als Metalband wenig Sinn [macht], drei Balladen auf ein Album zu packen“. Gitarrist Paul Landers erklärte in einem Interview: „Die [Ballade] werden wir vielleicht eines Tages so ganz schäbig als Single rausbringen, ohne Album“. Das Veröffentlichen albumloser Singles, wie z. B. Das Modell, sollte die Zeit zwischen den Alben überbrücken, was allerdings seit Mutter nicht mehr geschehen ist. 2003 wurde das Lied erneut im El Cortijo Studio in Málaga für das Album Reise, Reise aufgenommen. Die ältere Aufnahme wurde auf der Single als „Beta-Version“ veröffentlicht. Am 22. November 2004 erfolgte schließlich die Veröffentlichung der Single im deutschsprachigen Raum.

## Versionen und Remixe

### Mina Harker’s Version
Die sogenannte „Mina Harker’s Version“ ist ein Remix der slowenischen Band Laibach im Duett mit „Mina Harker“. „Mina Harker“, nach der gleichnamigen Romanfigur aus Dracula, ist ein nur für diesen Remix begrenztes Pseudonym von Mina Špiler, der Sängerin der slowenischen Band Melodrom.
Die Version wurde im Oktober 2004 in Ljubljana fertiggestellt und ist der vom Original textlich am stärksten abweichende Remix. Gesungen wird er vom Laibach-Sänger Milan Fras und Mina Špiler, die abwechselnd und gleichzeitig Liedverse übernehmen, wobei der Refrain „Ohne dich kann ich nicht sein…“, auf die Duettpartnerin bezogen, zu „Ohne mich kannst du nicht sein…“ geändert wurde. Musikalisch wurde das Lied durch elektrische und klassische (vor allem Piano) Elemente ergänzt.

### Sacred Mix
Der Sacred Mix (engl. „Heiliger Mix“) ist ein Remix des Mitbegründers der Dresdner Sinfoniker Sven Helbig. Sven Helbig produzierte 2003 den Liederzyklus Mein Herz brennt und lernte so die Band persönlich kennen. Gespielt wird hier auf der „Silbermann-Orgel“ der St. Petri-Stadtkirche im sächsischen Freiberg. Textlich fehlt der Hintergrundgesang, sowie der letzte Refrain.

### Schiller Mix
Der in Berlin aufgenommene Mix stammt vom gleichnamigen Musikprojekt. Dementsprechend besitzt der Remix eine ruhige, melodiebetonte und elektronische Musik. Der Rhythmus unterscheidet sich beim „Schiller Mix“ am stärksten vom Album-Edit. Der Text ist fast identisch mit dem Original.

### Under Byen Remix
Dieser Remix hat die dänische Jazz-Rock-Band Under Byen entwickelt und entstand im „Beathead Studio“ in Kopenhagen. Hauptinstrumente sind hier Schlagzeug und Klavier. Der Gesang ist leicht verzerrt und textlich lückenhaft. Mit 5:48 min ist es der längste Remix auf der Maxi-CD.

### Beta-Version
Beide Versionen sind ziemlich ähnlich, allerdings besitzt die Beta-Version einen stärkeren Schlagzeugeinsatz und elektronische Klänge, während die Albumversion vermehrt auf Oboe und Streichinstrumente setzt. Inhaltlich gibt es nur kleine Differenzen (verstärkter Hintergrundgesang von Christian Lorenz).

### Liveversion feat. Apocalyptica
Während der „Reise, Reise-Tour“ von 2004 bis 2005 begleitete die Band Apocalyptica das Lied mit Celli.

## Kommerzieller Erfolg

### Chartplatzierungen
| ChartsChartplatzierungen | Höchstplatzierung | Wochen |
| ------------------------ | ----------------- | ------ |
| Deutschland (GfK)        | 12 (12 Wo.)       | 12     |
| Österreich (Ö3)          | 38 (12 Wo.)       | 12     |
| Schweiz (IFPI)           | 42 (12 Wo.)       | 12     |

### Auszeichnungen für Musikverkäufe
| Land/Region        | Auszeichnungen für Musikverkäufe (Land/Region, Auszeichnung, Verkäufe) | Verkäufe |
| ------------------ | ---------------------------------------------------------------------- | -------- |
| Deutschland (BVMI) | Gold                                                                   | 300.000  |
| Insgesamt          | 1× Gold ·                                                              | 300.000  |

Hauptartikel: Rammstein/Auszeichnungen für Musikverkäufe

### Coverversion von Laibach
2004 erstellte Laibach eine Coverversion von Ohne dich, in der textlich auch auf die Inspiration Rammsteins durch Laibach angespielt wird.

### Coverversion von Tommy Finke
2007 coverte der Deutschrock-Sänger Tommy Finke das Lied.

### Coverversion von den Toten Hosen
Im Jahr 2019 veröffentlichten Die Toten Hosen eine Neuaufnahme des Titels. Campino bezeichnete Ohne Dich als einen der besten Titel, die Rammstein je geschrieben hätten.

## Auszeichnungen
- Nominierung für den Echo 2005 im Bereich „Video – national“[15]